# Matriu lògica programable

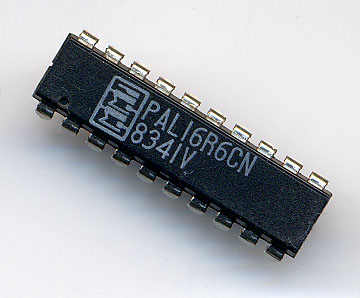
MMI 16R6 PAL en la versió de 20-pins DIP

Una matriu lògica programable o PAL (de l'anglès Programmable Array Logic) és un dispositiu electrònic dissenyat per l'empresa Monolithic Memories (ara adquirida per AMD) i ha estat sens dubte el circuit programable més utilitzat durant dècades. L'estructura d'una PAL, derivada de les PLA, es basa en el fet que qualsevol funció lògica pot ser emulada per sumas de productes lògics. Un dispositiu PAL té una matriu d'entrada formada per una porta AND connectada a una sèrie de portes AND, amb les sortides connectades a un pin del dispositiu. La matriu de portes AND és programable i, per tant, permet efectuar el producte lògic resultant de qualsevol combinació de les entrades primàries.

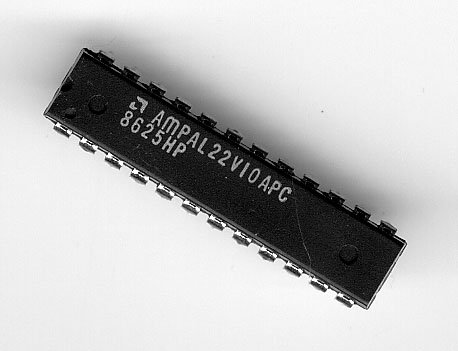
AMD 22V10 en la versió de 24-pins DIP

## Història
Abans que les PAL s'introduïssin, els dissenyadors de circuits lògics digitals utilitzaven components de petita escala d'integració SSI, com ara els xips de la família 7400 TTL. La família dels 7400 inclouen una varietat de blocs de construcció lògica, com ara les portes NOT, NAND, NOR, AND, OR, Multiplexors i desmultiplexors, Biestables (de tipus D, JK, etc.) i altres. Un dispositiu PAL normalment reemplaça desenes d'aquests paquets lògics, de manera que les vendes de SSI van entrar en declivi quan les PAL van entrar al mercat.
Les PAL es van utilitzar avantatjosament en molts productes, com els minicomputadors, tal com es descriu al llibre més venut de Tracy Kidder, The Soul of a New Machine.
Les PAL no van ser els primers dispositius lògics programables comercials; Signetics venia la seva matriu de lògica programable de camp (FPLA) des de 1975. Aquests dispositius eren completament desconeguts per a la majoria dels dissenyadors de circuits i es van percebre que eren massa difícils d'utilitzar. La FPLA tenia una velocitat d'operació màxima relativament lenta (a causa d'ambdues matrius programables-AND i programables-OR), era costosa i tenia una mala reputació de testabilitat. Un altre factor que limita l'acceptació de la FPLA va ser el gran paquet, un dual in-line package (DIP) de 28 pines (de 0,6"o 15,24 mm) de gran alçada de 600 mil.
El projecte per crear el dispositiu PAL va ser gestionat per John Birkner i el circuit PAL real va ser dissenyat per H. T. Chua. En un treball anterior (en el fabricant de mini ordinadors Computer Automation), Birkner havia desenvolupat un processador de 16 bits utilitzant 80 dispositius lògics estàndard. La seva experiència amb la lògica estàndard el va fer creure que els dispositius programables per als usuaris serien més atractius per als usuaris si els dispositius estaven dissenyats per reemplaçar la lògica estàndard. Això va significar que les mides dels paquets havien de ser més típiques dels dispositius existents i calia millorar les velocitats. El MMI pretenia que els PAL siguin un cost relativament baix (sub $ 3). No obstant això, la companyia inicialment tenia problemes de rendiment de fabricació i havia de vendre els dispositius per més de 50 dòlars. Això va amenaçar la viabilitat del PAL com a producte comercial i MMI es va veure obligada a llicenciar la línia de productes a National Semiconductor. Més endavant, els PALs van ser "segones procedències" de Texas Instruments i Advanced Micro Devices.

## Tecnologies de procés
Els primers PAL eren components DIP de 20 pines fabricats en silici utilitzant tecnologia de transistor bipolar amb fusibles de programació de titani-tungstè programables d'una sola vegada. Els dispositius posteriors van ser fabricats per Cypress, Lattice Semiconductor i Advanced Micro Devices mitjançant tecnologia CMOS.
Els PAL originals de 20 i 24 pins es denotaven per MMI com a dispositius d'integració a escala mitjana (MSI).